# David-Jaya Piot

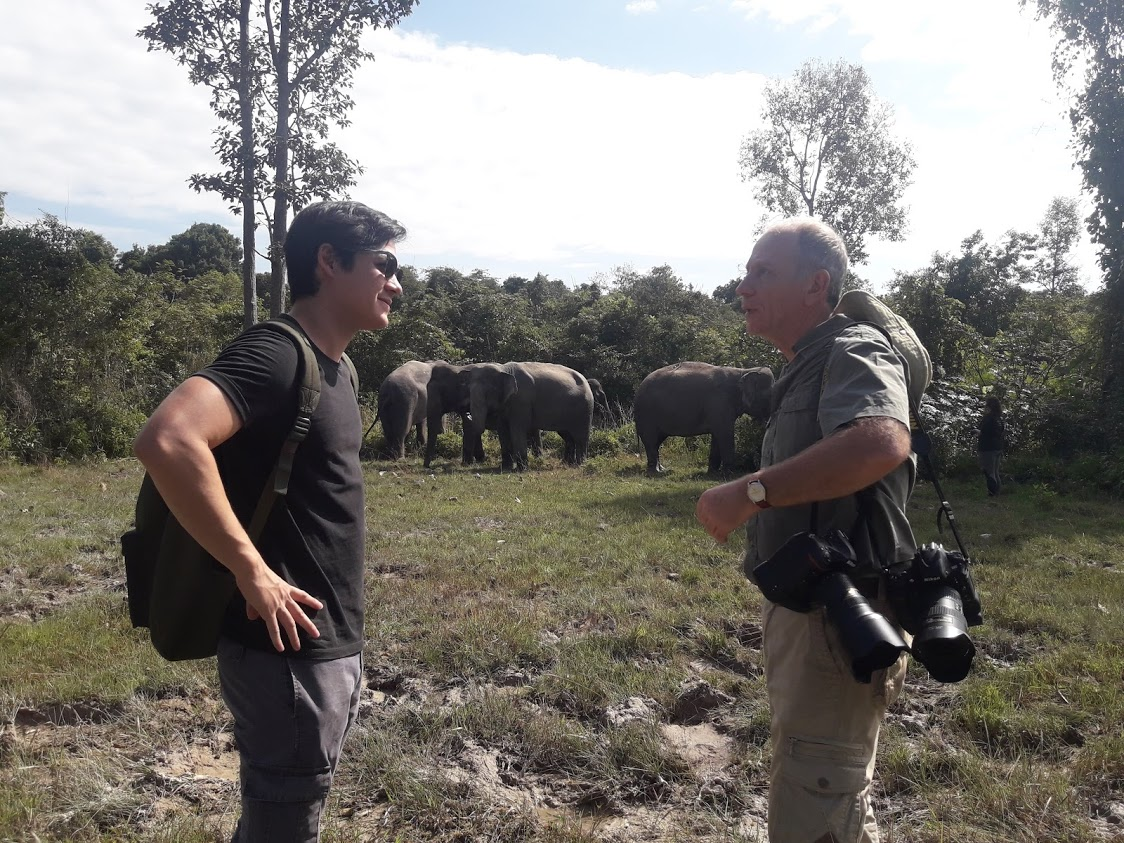
David Piot avec le photographe Philippe-Alexandre Chevallier et des éléphants à Kulen Elephant Forest

David-Jaya Piot (né le 23 août 1996 à Siem Reap) est un hôtelier franco-cambodgien au Cambodge, président de la section de Siem Reap de l'Association hôtelière du Cambodge . Il est copropriétaire et directeur général des entreprises familiales Angkor Village Hotel, le Théatre Apsara  d'Angkor Village et cofondateur du parc de retraite pour éléphants Kulen Elephant Forest.

## Biographie
David Piot est né et a grandi à Siem Reap, au sein d'une famille d'hôteliers de la première heure de l'après-guerre civile. Il est le petit-fils de Tep Hun du juge et Ministre de la Justice du Cambodge, et fils de l'architecte français Olivier Piot et de son épouse, Tep Vattho (1963-2016), ancienne directrice du Département d'urbanisme de l' Autorité APSARA (Autorité pour la protection du site et la gestion de la région d'Angkor) à Siem Reap.
David Piot a quitté le Cambodge à l'âge de 12 ans pour suivre des études secondaires en Suisse, à l'Institut Le Rosey, puis a obtenu une licence en économie et finance à l'Université Bentley, dans le Massachusetts, de 2013 à 2017. Après avoir quitté le secteur financier, David Piot est retourné au Cambodge pour cofonder Kulen Elephant Forest. Depuis 2020, il est directeur général des entreprises familiales Angkor Village Hotel, Angkor Village Resort et  Théatre Apsara d'Angkor Village à Siem Reap.,
Les parents de David Piot dirigeaient également l'Angkor Elephant Company, qui proposait des promenades à dos d'éléphant autour des temples d'Angkor. La famille avait tenté de créer un sanctuaire pour éléphants près de Kbal Spean en 2003. L'accueil mitigé et la faillite de cette entreprise seraient principalement dus au manque d'intérêt pour l'écotourisme à l'époque de sa création.
En 2017, David Piot a cofondé le premier parc de retraite pour éléphants de Siem Reap, le Kulen Elephant Forest, pour le plus grand troupeau d'éléphants privé du Cambodge, le premier et le seul établissement certifié ACES (Asian Captive Elephant Standards) au Cambodge protégeant les éléphants d'Asie en captivité dans la province de Siem Reap au Cambodge, ainsi que jusqu'à 1100 acres de forêt protégée et habitée par les anciens éléphants d' Angkor, site du patrimoine mondial de l'UNESCO.,,,,
David Piot a été élu président de la section de Siem Reap de l' Association hôtelière du Cambodge en 2020. Plus jeune président de section de l'association, il a représenté le secteur privé pendant la pandémie de COVID-19, plaidant pour une prudente libéralisation du secteur économique après la crise. En septembre 2022, il a été réélu pour un second mandat.,